# Johann Christian Wilhelm Friedrich
Johann Christian Wilhelm Friedrich, meist kurz Wilhelm Friedrich (* 16. April 1831 in Kloschwitz; † 14. Juni 1896 in Leipzig), war ein deutscher Lehrer, evangelisch-lutherischer Pfarrer und Autor.

## Leben und Wirken
Nach dem Schulbesuch und einer pädagogisch-theologischen Ausbildung wurde Friedrich 1854 Lehrer am Progymnasium in Meißen und war ab 1858 Oberlehrer an der Bürgerschule in Löbau. Als Predigamtskandidat wechselte er 1861 von der Bürgerschule Löbau in den Dienst der evangelisch-lutherischen Kirche und wurde Pfarrer in Beiersdorf. 1868 übernahm er das Pfarramt in der Bergstadt Altenberg (Erzgebirge) und wechselte 1874 als lutherischer Pfarrer nach Rittmitz. 1886 wurde Franke emeritiert.
Der spätere Pfarrer von Riesa, Johannes Friedrich (1862–1948), war sein Sohn.

## Publikationen
- Tabellen über die sächsische Geschichte für Schulen. Meißen, 1858.
- „Glück Auf!“ Bergpredigt zum Bergfest am 7. August 1869. Altenberg, 1869.
- „Der Bergbau, ein Werk des Friedens.“ Predigt am Bergfest 1872. Altenberg, 1872.